# Dokumentarroman
Ein Dokumentarroman (auch Doku-Roman) ist ebenso wie die Faction-Prosa eine Untergattung der Dokumentarliteratur. Er versucht, „durch [...] dokumentarisch gesicherte Fakten Authentizität zu suggerieren“ und in knappem, trockenen Stil eine gesellschaftskritische Bewusstseinsbildung zu fördern. Daher wird der Dokumentarroman auch zur engagierten Literatur gezählt. 

## Geschichte des Begriffs
Der Dokumentarroman entwickelte sich Anfang des 20. Jahrhunderts aus der russischen Faktographie-Bewegung um Sergei Michailowitsch Tretjakow. Etwa gleichzeitig entwarf in Berlin der Bund proletarisch-revolutionärer Schriftsteller das Konzept eines „dokumentarischen Romans“, der gesellschaftlich verdrängten Ereignissen oder Situationen eine Bühne geben sollte. Analog zu diesem Konzept entstand in den 1960er Jahren das Dokumentartheater, das zusätzlich zu seiner politischen Botschaft als „Reaktion gegen die Unverbindlichkeit der Brechtschen Parabel“ verstanden werden kann.

## Merkmale und Vertreter
Wesentlich für den Dokumentarroman ist dessen aufklärerische Absicht, die das „Augenscheinlich-Authentische auch [als] das Wahre“ darstellt. Die verwendeten historischen Dokumente werden vom Autor lediglich durch Techniken der Montage oder Collage arrangiert, sodass „deren sprachliche Dürftigkeit nicht zu seinen [des Autors] Lasten geht“. Obwohl dieses Arrangement dem Autor überlassen bleibt, versteht sich der Dokumentarroman nicht als manipulative Auswahl von Fakten, sondern als politische Botschaft. Deutlicher wird dieser Unterschied bei stärkerer Ästhetisierung des Textes, wie sie etwa in „halbdokumentarische[r] Literatur“ zu finden ist. Diese greift neben realen Dokumenten bewusst auf fiktive Elemente zurück, sodass der Fokus auf die ausgewählten Fakten verstärkt wird.
Ein neueres Beispiel für einen Dokumentarroman ist Joachim Gaertners Ich bin voller Hass – und das liebe ich (2009), ein Text, der aus den Original-Dokumenten zum Amoklauf an der Columbine High School zusammengestellt wurde.